# لورانس ليتل
لورانس ليتل (بالإنجليزية: Lawrence Little)‏ هو لاعب اتحاد الرغبي فيجي، ولد في 24 أكتوبر 1967 في Tokoroa ‏ في نيوزيلندا.